# 자유를 위한 젊은 미국인들
자유를 위한 젊은 미국인들 ( Young Americans for Freedom ; YAF )은 1960년대에 전통적 보수주의와 자유주의적 성향을 가진 젊은이들이 미국 대학 캠퍼스에서 결성된 보수주의 활동 단체이다.  구체적인 활동으로는 샤론 선언문이 있으며 그 이후로 정계에 많은 인물을 배출하였다. 

## 대표적인 인물들
- 로널드 레이건
- 댄 퀘일
- 제프 세션스